# Chapelle Saint-Mamert des Côtes-d'Arey
La chapelle Saint-Mamert est une chapelle du XIe siècle ou du XIIe siècle, ancienne église prieurale et paroissiale, située sur la commune des Côtes-d'Arey dans le département de l'Isère en France.
La chapelle est inscrite au titre des Monuments Historiques, ainsi qu'une peinture et un meuble qu'elle contient,.

## Description
La chapelle est formée d'une nef unique, anciennement couverte d'une charpente et terminée par un chœur vouté en cul-de-four. Elle est surplombée d'un clocher-mur situé au dessus de l'entrée. La chapelle est située sur un promontoire de roches et de galets dominant la plaine en face du massif du Pilat.
Elle est située impasse de la Chapelle aux Côtes-d'Arey.

## Histoire
La chapelle est érigée au XIe siècle ou au XIIe siècle sur le chemin de pèlerinage dit « Chemin de saint Oyand » menant de la vallée du Rhône à Saint-Claude (Jura). Le terrain, puis la chapelle, appartiennent à l'ordre clunisien depuis le Xe siècle. Elle est le seul élément restant de nos jours d'un petit prieuré, une cella, attesté par les sources en 1055.
Elle prend ensuite une fonction paroissiale[Quand ?] et comptait parmi les trois églises paroissiales située sur l'actuelle commune des Côtes-d'Arey, avec celles dédiées à saint Jean et à saint Martin (actuelle église paroissiale). Elle est dédiée à saint Mamert, évêque de Vienne au Ve siècle.
La terrasse et le mur de soutènement sont construits aux XVIe – XVIIe siècles. La nef est couverte aux XVIIe – XVIIIe siècles d'un plafond à caisson, tandis que le chœur est recouvert de peintures et qu'une table de communion à balustres est ajoutée à l'édifice. De paroissiale, elle devient après la période révolutionnaire une chapelle rurale et un lieu de pèlerinage.
Le sauvetage et la restauration de la chapelle sont dus, à partir de 1972, à l'association d'éducation populaire « la famille » aidée par des bénévoles et par la commune des Côtes-d'Arey. C'est dans ce contexte que la chapelle est inscrite au titre des Monuments Historiques en 1974, de même que le mur de soutènement de la plate-forme sur laquelle elle est construite. Deux ans plus tard est inscrit, au titre objet cette fois, son meuble de sacristie de la fin du XVIIIe siècle. Le tableau de la crucifixion, daté du XVIe siècle et fragmentaire, est à son tour inscrit au titre objet en 1992.